# Marie-Christine Gasingirwa
Marie-Christine Gasingirwa est une scientifique et haute fonctionnaire rwandaise, directrice générale des sciences, de la technologie et de la recherche au Ministère de l'Éducation du Rwanda.

## Éducation
Gasingirwa a obtenu un bachelor en zoologie et biochimie, suivi d'une maîtrise en biotechnologie agricole et d'un doctorat en sciences biomédicales et pharmaceutiques.

## Carrière
En 2013, Gasingirwa était rectrice de l'Institut des sciences et technologies de Kigali (en) à Kigali, au Rwanda.
En avril 2013, Gasingirwa a pris la parole lors de la conférence d'une journée de l'Association des universités du Commonwealth à l'université de Nairobi sur le thème « Améliorer l'équité entre les sexes dans le leadership et la gestion de l'enseignement supérieur ».
En août 2016, Gasingirwa était membre du comité organisateur local de la quatrième École biennale africaine de physique et d'applications fondamentales, ASP2016, tenue au Collège des sciences et technologies de l'université du Rwanda, elle a parlé du rôle de « l'éducation en tant que clé pour limiter la pauvreté et la discrimination », et, à titre d'exemple, a souligné comment les grands-mères ont été envoyées en Inde en 2012 pour se former pendant six mois pour devenir des ingénieurs solaires qualifiés.

## Autres rôles
Gasingirwa est vice-présidente de la Commission nationale rwandaise pour l'UNESCO (CNRU) à Kigali.

## Vie privée
Gasingirwa parle le kinyarwanda, l'anglais, le français et le kiswahili.